# Вайхерт, Майкл
Михал Вейхерт (ивр. מיכאל וייכרט‎, также Михаэль, Михал; 1890—1967) — польский театральный режиссёр и продюсер, ставил постановки на языке идиш.

## Биография
Изучал право, литературу и историю искусств в Лемберге, Берлине и Вене, где в 1916 году получил степень доктора юридических наук. В Берлине он сотрудничал с театром Макса Рейнхардта, затем в 1918 переехал в Варшаву и начал работать в театре в Вильнюсской труппе Иды Каминской, давал частные уроки актёрского мастерства. Среди его постановок были инсценировки Шалома Аша — «Кидуш ха-Шем» (1928) и «Шайлок» (1929), драма Арна Цейтлина «Йидн-штот» (1929) и комедия Моше Лифшица «Майсы с Гершелем Остропольером» (1930). Он работал с перерывами с композитором Хенек Кон. Также участвовал в основании и публикации нескольких недолговечных литературных и театральных журналов, сборник его театральных рецензий был впервые опубликован в виде книги в 1922 году. Избирался главой Ассоциации еврейских актёров с 1925 по 1927 год и временно был вице-президентом Ассоциации еврейских писателей в Польше.
Между 1932 и 1939 годами он организовал еврейский «Молодой театр» («Юнг-театр») в Варшаве со своими учениками актёрского мастерства. В 1937 году под политическим давлением польского правительства ему пришлось переехать в Вильно. Театр экспериментировал с новыми формами, такими как включение зрительного зала в сцену и вовлечение зрителя в действие.
Во время немецкой оккупации Польши еврейскими благотворительными организациями была основана зонтичная организация «Еврейская социальная самопомощь» (JSS; Yidishe Sotsyale Aleynhilf), председателем которой стал Вайхерт. Организация была поддержана отделом «Население и благосостояние» немецкой администрации Генерал-губернаторства и должна была базироваться в Кракове в 1940 году, после чего Вайхерт переехал туда со своей семьей и с марта 1941 года жил в Краковском гетто. После закрытия JSS по немцами Вайхерт сначала был отправлен на принудительные работы, прежде чем немецкая оккупационная администрация разрешила ему создать и возглавить новую организацию под названием «Офис поддержки евреев» (JUS). Когда Краковское гетто было полностью ликвидировано в марте 1943 года, а его оставшиеся жители переведены в концлагерь Плашов или были депортированы в лагеря смерти, Вайхерт сохранил свой офис и дом за пределами концлагеря. С июля 1944 года до освобождения Кракова он и его семья скрывались. После освобождения Польши обвинялся в коллаборационизме.
В 1958 эмигрировал в Израиль, где опубликовал автобиографию и книгу о еврейской самопомощи. Четвёртый том его мемуаров был опубликован посмертно в 1970 году.